# 诺德海姆
诺德海姆是德国巴登-符腾堡州的一个市镇。总面积12.71平方公里，总人口7502人，其中男性3706人，女性3796人（2011年12月31日），人口密度590人/平方公里。